# Energiegewas

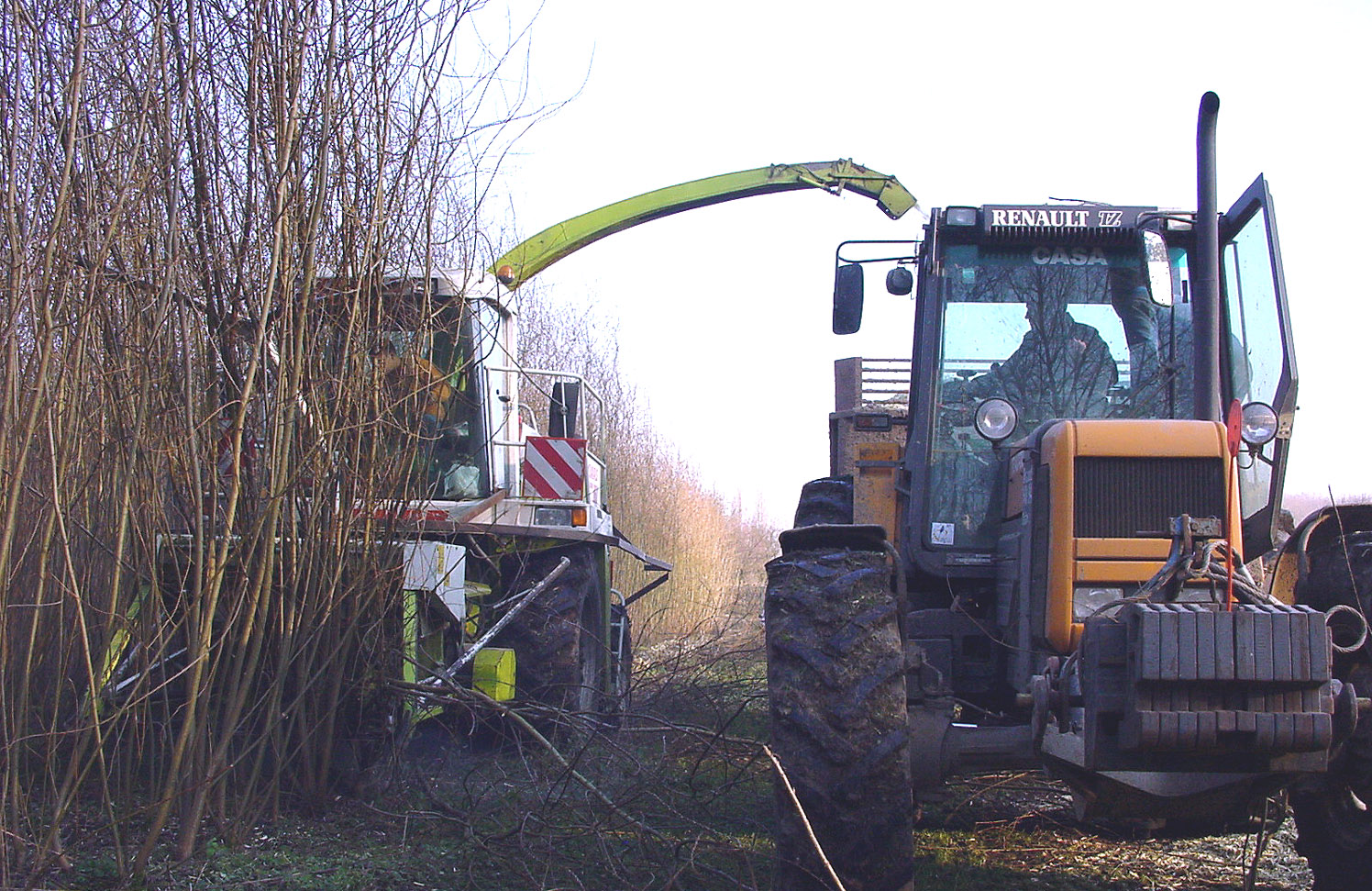
Het oogsten van wilgen

Een energiegewas is een gewas dat speciaal wordt geteeld om er energie uit te winnen door verbranding. Het belangrijkste product wereldwijd is hout, maar er worden ook energiegewassen geteeld voor de winning van biobrandstoffen.
Voorbeelden van energiegewassen zijn olifantsgras, de wilg, energiemais en de purgeernoot. In India wordt ook de boomsoort Pongamia pinnata gekweekt, waarvan de zaden olie bevatten.